# Opisthacanthus laevipes
Espèce
Synonymes
- Opisthocentrus laevipes Pocock, 1893

Opisthacanthus laevipes est une espèce de scorpions de la famille des Hormuridae.

## Distribution
Cette espèce est endémique d'Afrique du Sud.
Sa présence est incertaine en Eswatini et au Mozambique.

## Description
La femelle holotype mesure 97 mm.
Le mâle décrit par Lourenço en 1987 mesure 80 mm et la femelle 80 mm.

## Systématique et taxinomie
Cette espèce a été décrite sous le protonyme Opisthocentrus laevipes par Pocock en 1893. Elle est placée dans le genre Opisthacanthus par Kraepelin en 1911.

## Publication originale
- Pocock, 1893 : Notes on the classification of Scorpions, followed by some observations upon synonymy, with descriptions of new genera and species. Annals and Magazine of Natural History, sér. 6, vol. 12, p. 303–330 (texte intégral).